# Laurie Holden
Heather Laurie Holden (Los Angeles, 17 de Dezembro de 1969) é uma atriz canadense, e estadunidense. É mais conhecida pelo papel de Marita Covarrubias em The X-Files e por trabalhar com Jim Carrey no filme The Majestic, incluindo o papel da policial Cybil Benett no filme Silent Hill, Amanda Dumfries em The Mist, Olivia Murray em The Shield e Andrea em The Walking Dead.

## Início da vida e educação
Nascida em Los Angeles e levada para Toronto, Holden tem dupla cidadania nos Estados Unidos e Canadá. É filha dos atores Larry Holden e Adrienne Ellis. Seus pais se divorciaram e sua mãe se casou com o diretor Michael Anderson. Seu primeiro papel foi em The Martian Chronicles (1980), quando ela interpretou a filha de Rock Hudson. É graduada na U.C.L.A e membro da National Honor Society, tem recebido a prestigiosa Natalie Wood Acting Award. Atualmente está matriculada na Universidade de Columbia, onde ela está cursando seu mestrado em Direitos Humanos.

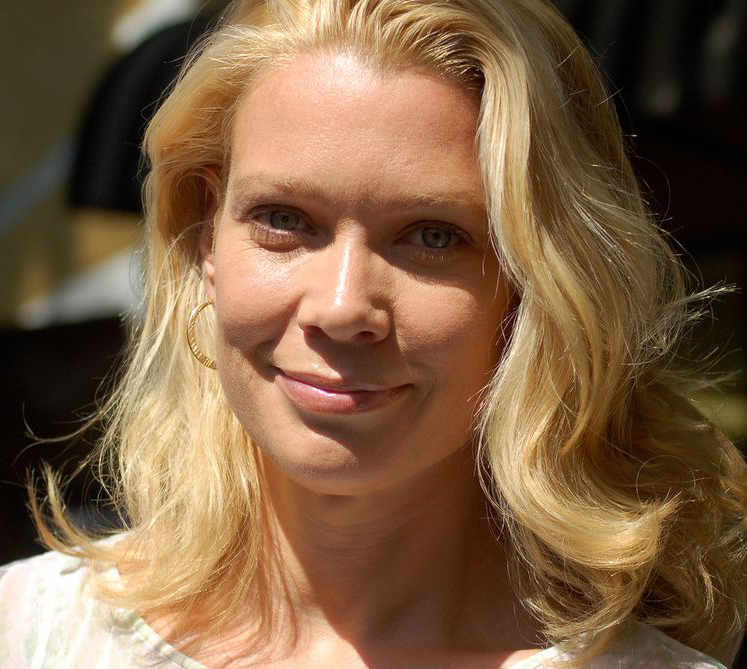
Laurie Holden em Outubro de 2012

Holden já atuou na televisão e em numerosos projetos no cinema e recebeu aclamação da crítica mundial e reconhecimento honroso por suas escolhas diversificadas e ecléticas de papéis.
No início de sua carreira, Holden fez um nome para si mesma contracenando com Burt Reynolds em Evidência Física (1989), Vanessa Redgrave em Young Catherine (1991) e William Shatner no telefilme TekWar: TekLab (1994). Ela interpretou Mabel Dunham no filme The Pathfinder (1996) (baseado no romance de James Fenimore Cooper). No palco, ela estrelou em Time and the Conways, escrito por J.B. Priestley e Conto de Inverno, baseado na peça de William Shakespeare. Outros papéis no palco incluem Regina em Fantasmas e Procne em O Amor do Rouxinol.
Depois de fazer várias aparições em Due South Murder, Assassinato por Escrito e Poltergeist: The Legacy, Holden encontrou algum sucesso em um memorável papel como Marita Covarrubias na série sci-fi Arquivo X, uma misteriosa funcionária do governo que se torna uma informante do agente especial Fox Mulder começando na quarta temporada do seriado até a última (1996–2002). Ela também teve um papel de apoio, como Maria Travis, ao lado de Michael Biehn e Ron Perlman na série de televisão baseada no clássico da MGM The Magnificent Seven (1998–2000) para a CBS. Ela teve um papel na série de televisão Highlander: The Series, como Debra Campbell.
Os papéis mais notáveis de Holden incluem Cine Majestic (2001) estrelando ao lado de Jim Carrey, do diretor Frank Darabont (descoberta por Darabont durante o desempenho no palco, em Gata em Teto de Zinco Quente). Ela recebeu elogios da crítica e elogios por seu desempenho. Em 2002, ela interpretou seu papel de Marita Covarrubias para o episódio final de Arquivo X. Ela também co-estrelou ao lado de Dean Cain, Jennifer Tilly e Tim Curry a comédia Bailey's Billion$ (2004). Outros papéis incluem sucessos em Quarteto Fantástico (2005) (onde atuou como namorada de Michael Chiklis), interpretou Cybil Bennett do jogo Silent Hill na adaptação Terror em Silent Hill (2006) do diretor Christophe Gans, e co-estrelou como Amanda Dumfries junto com Marcia Gay Harden e Thomas Jane na adaptação do livro de  Stephen King, O Nevoeiro (2007).

## Honras e nomeações
Holden foi nomeada como uma das "100 Pessoas Mais Criativas de Hollywood" na lista da Entertainment Weekly e Um dos Dez Atores Que Devem Ser Assistidos pela Variety. Ela também ganhou o "The Look of The Year" busca pela Elite de Modelos em Toronto e foi nomeada em 1996 para um Gemini Awards em Melhor Performance de uma Atriz em Papel Convidado em Série Dramática por Due South (1994).
Ela foi nomeada em 2011 para o Saturn Awards de Melhor Atriz Coadjuvante na Televisão pela série The Walking Dead. Também por seu papel na série, ela foi indicada em 2011 para o Scream Awards de Melhor Atriz Coadjuvante.

## Direitos humanos
Holden é uma membro fundadora do Somaly Mam Foundation no Canadá  e uma membro do conselho do Mam Somaly Fundação nos Estados Unidos.

## Filmografia

### Cinema
| Ano  | Título                       | Personagem                   | Notas                   |
| ---- | ---------------------------- | ---------------------------- | ----------------------- |
| 1986 | Separate Vacations           | Karen                        |                         |
| 1989 | Physical Evidence            | Namorada de Matt             |                         |
| 1991 | Young Catherine              | Catarina Vorontsova-Dashkova |                         |
| 1995 | Expect No Mercy              | Vicki                        |                         |
| 1996 | The Pathfinder               | Mabel Dunham                 | Filme de televisão      |
| 1996 | Past Perfect                 | Ally Marsey                  | Filme de televisão      |
| 1997 | Echo                         | Scarlett Antonelli           | Filme de televisão      |
| 1997 | Alibi                        | Beth Polasky                 | Filme de televisão      |
| 1997 | Dead Man's Gun               | Bonnie Lorrine               | Segmento: "Fool's Gold" |
| 2000 | The Man Who Used to Be Me    | Amy Ryan                     | Filme de televisão      |
| 2001 | Cine Majestic                | Adele Stanton                |                         |
| 2004 | Meet Market                  | Billy                        |                         |
| 2005 | Bailey's Billion$            | Marge Maggs                  |                         |
| 2005 | Quarteto Fantástico          | Debbie McIlvane              |                         |
| 2006 | Terror em Silent Hill        | Cybil Benett                 |                         |
| 2007 | O Nevoeiro                   | Amanda Dumfries              |                         |
| 2014 | Honeytrap                    |                              | Productor executivo     |
| 2014 | Dumb and Dumber To           | Adele Pinchelow              |                         |
| 2016 | The Abolitionists            | Laurie Holden                |                         |
| 2017 | The Time of Their Lives      |                              | Productor executivo     |
| 2017 | Pyewacket - Entidade Maligna | Mrs. Reyes                   |                         |
| 2018 | Arctic Justice               | Dakota                       |                         |
| 2018 | Dragged Across Concrete      | Melanie Ridgeman             |                         |

### Televisão
| Ano       | Título                                       | Personagem                       | Notas |
| --------- | -------------------------------------------- | -------------------------------- | --- |
| 1980      | The Martian Chronicles                       | Marie Wilder                     | Episódios: "The Expeditions", "The Settlers", e "The Martians" |
| 1988      | Captain Power and the Soldiers of the Future | Erin                             | Episódio: "Gemini and Counting" |
| 1991      | Father Dowling Mysteries                     | Joyce Morrison / Judith Carswell | Episódio: "The Hardboiled Mystery" |
| 1993      | Secret Services                              | Suki                             | Episódio: "Larceny Inc./Reach Out and Rob Someone/Jet Threat" |
| 1993      | Scales of Justice                            | Nancy Oakes                      | Episódio: "Who Killed Sir Harry Oakes?" |
| 1993      | Family Passions                              | Claire                           | 1.ª temporada |
| 1993      | Destiny Ridge                                | Darlene Kubolek                  | 1.ª temporada |
| 1994      | TekWar                                       | Rachel Tudor                     | Episódio: "TekLord" |
| 1995      | Due South                                    | Jill Kennedy                     | Episódio: "Letting Go" Nomeada - Gemini Awards de Melhor Performance de uma Atriz em Papel Convidado em Série Dramática |
| 1995      | Highlander: The Series                       | Debra Campbell                   | Episódio: "Homeland" |
| 1996      | Assassinato por Escrito                      | Sherri Sampson                   | Episódio: "What You Don't Know Can Kill You" |
| 1996      | Poltergeist: The Legacy                      | Cora Jennings / Sarah Browning   | Episódio: "Thirteenth Generation" |
| 1996      | Two                                          | Madeline Reynolds                | Episódio: "Many Happing Return" |
| 1996      | Highlander: The Series                       | Debra Campbell                   | Episódio: "Dramatic License" |
| 1996–2002 | Arquivo X                                    | Marita Covarrubias               | 10 episódios |
| 1998–2000 | The Magnificent Seven                        | Mary Travis                      | 18 episódios |
| 2000      | A Quinta Dimensão                            | Susan McLaren                    | Episódio: "Breaking Point" |
| 2001      | Big Sound                                    | Piper Moran                      | Episódio: "Shabbas Bloody Shabbas" |
| 2008      | The Shield: Acima da Lei                     | Olivia Murray                    | 13 episódios |
| 2010–2013 | The Walking Dead                             | Andrea Harrison                  | 35 episódios Satellite Awards por Melhor Elenco – Série de televisão (2012) Nomeada - Satellite Awards por Melhor Atriz Coadjuvante na Televisão (2010) Nomeada - Scream Awards por Melhor Atriz Coadjuvante na Televisão (2010) |
| 2014–2015 | Major Crimes                                 | Ann McGinnis                     | 3 episódios |
| 2015      | Chicago Fire                                 | Dr. Hannah Tramble               | episódio "I Am The Apocalypse" |
| 2017-2018 | The Americans                                | Renee                            | 12 episódios |
| 2019      | Proven Innocent                              | Greta Bellows                    | 7 episódios |

### Video games
| Ano  | Título                       | Personagem         | Notas |
| ---- | ---------------------------- | ------------------ | ----- |
| 2004 | The X-Files: Resist or Serve | Marita Covarrubias | Voz   |

## Teatro

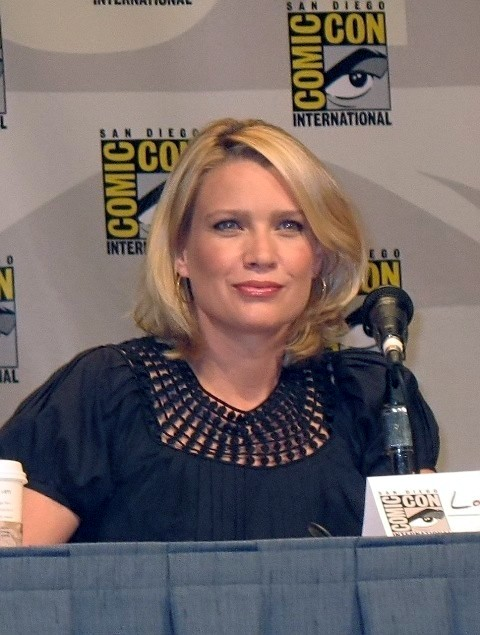
Laurie Holden na San Diego Comic-Con em 2007 para promover O Nevoeiro.

- The Only Game in Town (2000), baseado na peça de Frank D. Gilroy
- Cat On a Hot Tin Roof (2000), baseado na peça de Tennessee Williams
- The Love of the Nightingale, baseado na peça de Timberlake Wertenbaker: Procne
- Ghosts, baseado na peça de Henrik Ibsen: Regina
- Toros Y Hevos
- A Chorus Line, baseado na peça de James Kirkwood Jr. e Nicholas Dante: Kristine
- The Winter's Tale, baseado na peça de William Shakespeare: Hermione
- Time and the Conways, baseado na peça de J. B. Priestley: Madge